# Montfort-le-Gesnois
Montfort-le-Gesnois är en kommun i departementet Sarthe i regionen Pays de la Loire i nordvästra Frankrike. Kommunen ligger i kantonen Montfort-le-Gesnois som tillhör arrondissementet Mamers. År 2022 hade Montfort-le-Gesnois 2 928 invånare.

## Befolkningsutveckling
Antalet invånare i kommunen Montfort-le-Gesnois
| Referens: INSEE |